# Медаль «20 лет независимости Республики Казахстан»
Юбилейная медаль «20 лет независимости Республики Казахстан» (каз. Қазақстан Республикасының тәуелсіздігіне 20 жыл) — государственная награда Республики Казахстан, учреждённая на основании Указа Президента Республики Казахстан от 17 мая 2011 года № 83.

## Положение о медали
Медалью награждаются граждане Республики Казахстан и иностранные граждане, внёсшие значительный вклад в становление государственности, укрепление суверенитета и в социально-экономическое развитие Республики Казахстан.
Представления к награждению юбилейной медалью вносятся президенту Казахстана парламентом, правительством, министерствами, иными центральными госорганами, акимами областей, городов Астаны и Алматы, а также общественными организациями.
Юбилейная медаль вручается главой государства. Также юбилейную медаль от имени и по поручению президента могут вручать государственный секретарь Республики Казахстан, акимы областей, городов Астаны и Алматы.
Юбилейная медаль носится на левой стороне груди. При наличии государственных наград Республики Казахстан располагается после них.
Награждённые лица отмечены в Указе Президента Республики Казахстан от 10 ноября 2011 года № 172 «О награждении юбилейной медалью „20 лет Независимости Республики Казахстан“».
Текст: За значительный вклад в развитие и становление государственности и укрепление суверенитета Республики Казахстан, а также в связи с 20-летием независимости Республики Казахстан наградить юбилейной медалью «Қазақстан Республикасының тәуелсіздігіне 20 жыл»:

## Описание
Медаль «Қазақстан Республикасының тәуелсіздігіне 20 жыл» изготовлена из сплава латуни и имеет форму круга диаметром 34 мм.
На лицевой стороне юбилейной медали в верхней части размещено изображение эмблемы юбилея — рельефное число 20, ноль которого выполнен в виде стилизованного солнца с лучами, на фоне развевающегося флага. В нижней части расположено рельефное изображение здания Акорды. На оборотной стороне юбилейной медали в центральной части расположена рельефная надпись «Қазақстан Республикасының Тәуелсіздігіне 20 жыл».
Медаль при помощи ушка и кольца соединяется с колодкой шириной 32 миллиметра и высотой 50 миллиметров, обтянутой муаровой лентой. Лента образована двумя полосами по 16 миллиметров красного и голубого цвета. Посередине расположена накладка в виде вертикальной рельефной лавровой ветви из латуни шириной 8 миллиметров. Юбилейная медаль с помощью булавки с визорным замком крепится к одежде.
Медаль изготовлена на Казахстанском монетном дворе в Усть-Каменогорске.

## Дважды награждённые
- Шаймерден Абильмажинович Уразалинов